# Baía de Ihasalu
A Baía de Ihasalu (em estoniano:  Ihasalu laht) é uma baía no condado de Harju, na Estónia.
A baía de Muuga faz parte da Baía de Ihasalu.
A profundidade máxima da baía é de 85 metros.